# JAAS
JAAS(Java Authentication and Authorization Service)는 자바 프로그래밍 언어의 보안 프레임워크이다. 자바 런타임 환경 1.4 이후로 JAAS는 JRE에 통합되었다. 한때 JAAS는 썬에 의해 확장 라이브러리로 배포되었다.